# Schweinepeitschenwurm
Der Schweinepeitschenwurm (Trichuris suis) ist ein bei Haus- und Wildschweinen auftretender Parasit aus dem Stamm der Fadenwürmer. Wie alle Peitschenwürmer ist er streng wirtspezifisch und kommt weltweit vor.

## Aussehen und Entwicklungszyklus
Wurmweibchen sind etwa 6–8 cm lang, männliche Würmer nur etwa halb so groß. Die Speiseröhrenregion ist etwa einen halben Millimeter dick und erstreckt sich über die vorderen zwei Drittel des Wurms. Das Hinterende ist etwa 0,65 mm dick und enthält den Mitteldarm und die Geschlechtsorgane.
Der Schweinepeitschenwurm ist morphologisch sehr schwierig vom Peitschenwurm (Trichuris trichiura) zu unterscheiden. Beide Arten können im menschlichen Darm vorkommen, wo der Schweinepeitschenwurm sich nicht weiterentwickeln, aber mehrere Wochen überleben kann. Bestes Merkmal zur Artunterscheidung ist die Länge der Spicula des männlichen Begattungsapparates. Zahlreiche weitere zur Bestimmung vorgeschlagene Merkmale erwiesen sich als nicht verwendbar oder unzuverlässig. Beide Arten sind anhand ihrer DNA aber klar gegeneinander differenziert und können über genetische Tests (vgl. DNA Barcoding) unterschieden werden.
Erwachsene Würmer geben Eier ab, die über den Kot des Wirtes in die Außenwelt gelangen. Die Eier sind nach 4–6 Wochen infektiös, so lange dauert die Entwicklung der Larve 1. Die Eier sind empfindlich gegenüber Austrocknung und direkter Sonneneinstrahlung, so dass Infektionen nur in feuchten schattigen Arealen vorkommen. In diesen können die Eier bis zu 6 Jahre infektiös bleiben. Nach Aufnahme der Eier durch das Schwein schlüpfen die Larven 1 und bohren sich zunächst in die Dünndarmschleimhaut, die sie nach etwa 16 Tagen wieder verlassen. Nach insgesamt vier Häutungen im Darmlumen besiedeln sie als Adulte den Dickdarm. Die Präpatenz beträgt 40–50 Tage. Adulte Würmer leben etwa 5 Monate.
Die Eier von Trichuris suis sind 47–71 × 27–31 µm groß, dickschalig und haben zwei transparente Polpfröpfe. Der Inhalt ist dunkelbraun und unsegmentiert.

## Befall bei Schweinen
Der Parasit befällt den Dickdarm von Schweinen und verursacht eine Trichurose (Syn. Trichuriasis). Die vom Wurm ausgelösten Schäden der Schleimhaut führen bei starkem Befall zu bakteriellen Sekundärinfektionen mit Kolik und Durchfall. Bei Jungtieren können Wachstumsstörungen und Anämien auftreten. Die Bekämpfung erfolgt durch Anthelminthika wie Mebendazol, Fenbendazol, Flubendazol, Ivermectin oder Doramectin.
Bei Wildschweinen aus Süddeutschland wurde der Parasit bei etwa 30 % der Tiere nachgewiesen, wobei Jungtiere häufiger betroffen waren. In einer Studie aus den Niederlanden wurde der Parasit bei über einem Drittel der Hausschweine in Farmen mit Freigehegen und Farmen der biologischen Landwirtschaft nachgewiesen, während die Prävalenz in konventionellen Schweineanlagen nur bei 11 % lag. Sauen sind am häufigsten betroffen.

## Einsatz in der Humanmedizin
Nach einer Studie der University of Iowa soll die Einnahme der Eier des Schweinepeitschenwurms (Trichuris suis ova) beim Menschen einen positiven Effekt auf die Remission oder Rezidivprophylaxe bei Patienten mit chronisch entzündlichen Darmerkrankungen haben. Trichuris suis sei ausgewählt worden, weil er in Menschen nicht sehr lange überlebe. Der Therapieansatz fußte auf der Annahme, dass das bei Autoimmunerkrankungen überschießende Immunsystem die Darmwand nicht mehr angreifen würde, wenn man ihm eine andere Aufgabe stellt.
Da aber zwei große randomisiert kontrollierte Studien zur Remissionsinduktion bei Morbus Crohn negativ ausgefallen ist, wird der Therapieansatz auch bei Colitis ulcerosa nicht mehr verfolgt.